# Andreas Pfeiffer (Mediziner)
Andreas Friedrich Hermann Pfeiffer (* 5. April 1953 in Frankfurt am Main) ist ein deutscher Internist, Klinikdirektor und Hochschullehrer.

## Werdegang
Pfeiffer ist der Sohn von Ernst-Friedrich Pfeiffer. Nach dem Studium der Medizin von 1972 bis 1979 in Kiel, Montpellier und Freiburg sowie der von Philosophie in Freiburg von 1975 bis 1979 arbeitete Andreas Pfeiffer wissenschaftlich über das endogene Opioidsystem im Max Planck-Institut für Psychiatrie in München und an den National Institutes of Health in Bethesda, Maryland, bis 1983. Danach erhielt er seine internistische Facharzt-Ausbildung mit Spezialisierung in Endokrinologie und Gastroenterologie im Klinikum Großhadern der Ludwig-Maximilians-Universität in München bis 1989 und habilitierte sich über den Nachweis und neuroendokrine Funktion multipler Opiatrezeptoren. Es folgte die Arbeit als Oberarzt an der Universität Bochum, Klinikum Bergmannsheil bis 2000. 1999 erhielt er einen Ruf auf einen Lehrstuhl für Innere Medizin als Direktor der Abteilung Endokrinologie, Diabetes und Ernährungsmedizin an der Freien Universität Berlin, Campus Benjamin Franklin, seit 2006 Charité – Universitätsmedizin Berlin. Dies ist verbunden mit der Leitung der Abteilung für Klinische Ernährung am Leibniz-Institut Deutsches Institut für Ernährungsforschung. Beide Funktionen übte er bis 2020 aus; seither ist er Seniorprofessor an der Charité.

## Auszeichnungen
- 2019 Werner-Creutzfeldt-Preis der Deutschen Diabetes Gesellschaft
- 2014 Berthold-Medaille der Deutschen Gesellschaft für Endokrinologie (DGE)[1]
- 2013 Hippocrates Award der Hellenic Society for Internal Medicine[2]
- 2005 Meyer Schwickerath Lecture, Universität Duisburg/Essen
- 1992–1997 Hermann-und-Lilly-Schilling-Professur, Stifterverband, Essen
- 1990 Theodor-Frerichs-Preis der Deutschen Gesellschaft für Innere Medizin (DGIM)[3]

## Wissenschaftliches Werk
Die Arbeiten über endogene Opioide (Opioidpeptid) und deren Rezeptoren führten zur Darstellung psychotomimetischer Effekte durch µ-, δ- und κ-Opioidrezeptoren beim Menschen und deren Effekte auf die hormonelle Regulation. Studien über die Entstehung von Magen- und Dickdarmkarzinomen zeigten die Bedeutung der Rezeptoren des Epidermalen Wuchsfaktors und der Proteinkinase C und wurden mit dem Theodor-Frerichs-Preis ausgezeichnet. Ab 1990 stand die Untersuchung des Diabetes mellitus und diabetischer Komplikationen im Vordergrund, u. a. mit Untersuchungen des Insulin-like Growth Factor (IGF-1) Systems und anderer Wachstumsfaktoren im menschlichen Glaskörper.
Ab 2000 widmete sich Pfeiffer dem Zusammenhang von Ernährung und Stoffwechselkrankheiten. Seine Arbeitsgruppe untersucht die Rolle von Fetten, Proteinen und Kohlenhydraten in der Entstehung und dem Fortschreiten der Adipositas und des Diabetes mellitus. Im Vordergrund steht die Erblichkeit von Stoffwechselantworten auf die Ernährung (Nutrigenetik) und die Entwicklung individueller gesunder Ernährungsstrategien für Menschen mit Diabetes, Adipositas oder metabolischem Syndrom.

## Veröffentlichungen (Auswahl)
- Diabetologie kompakt. Springer, Berlin Heidelberg 2014, zusammen mit H. Schatz. ISBN 978-3-642-41357-5, ISBN 978-3-642-41358-2 (E-Book), doi:10.1007/978-3-642-41358-2.
- Nachweis und neuroendokrine Funktion multipler Opiatrezeptoren. Georg Thieme, Stuttgart 1990, ISBN 3-13-760001-4.
- als Co-Autor: Psychotomimesis mediated by opiate receptors. In: Science. Band 239, 1986, S. 774–776.